# Margo Oberg
Pour les articles homonymes, voir Oberg.
Margo Oberg, née Margo Godfrey le 8 septembre 1953 en Pennsylvanie, est une surfeuse américaine. Elle a remporté le World Championship Tour en 1977, 1980 et 1981.